# Flatrock River
Der Flatrock River ist der linke Quellfluss des East Fork White River im US-Bundesstaat Indiana. Er hat eine Länge von 142 km. Sein Einzugsgebiet umfasst ein Areal von etwa 1390 km². Der mittlere Abfluss am Pegel Columbus nahe der Mündung beträgt 17,9 m³/s.

## Verlauf
Der Flatrock River entspringt bei der Ortschaft Mooreland im Henry County im Osten von Indiana. Er strömt in überwiegend südwestlicher Richtung. Die Stadt New Castle liegt westlich des Oberlaufs. Der Flatrock River durchfließt die Countys Henry, Rush, Decatur, Shelby und Bartholomew. Am Flusslauf liegt die Ortschaft Lewisville, die Kleinstadt Rushville und die Ortschaft St. Paul. Schließlich erreicht der Flatrock River die Stadt Columbus, wo er auf den Driftwood River trifft und sich mit diesem zum East Fork White River vereinigt.

## Historische Brücken
Folgende gedeckte Brücken liegen am Flusslauf des Flatrock River:
- Forsythe Covered Bridge (1888 errichtet)
- Moscow  Covered Bridge (1886 errichtet, 2010 erneuert)
- Norris Ford Covered Bridge (1916 errichtet)
- Smith Covered Bridge (1877 errichtet, 1996 saniert)

## Kanu
Am Unterlauf bieten sich 37 Flusskilometer für eine mehr als 7-stündige Kanutour mittlerer Schwierigkeit an (von Indiana State Road 9 bis U.S. Highway 31).